# 宗田商店
宗田商店株式会社（そうだしょうてん）は、医薬品・医療機器の卸売を中心とする日本の企業であった。現在はスズケングループの一社「株式会社サンキ」である。医薬品の卸売手。

## 概要
- 本社・広島県福山市西霞町280
- 代表取締役社長　宗田吉博
- 資本金　150万円

## 沿革
- 1908年（明治41年）広島県福山市で創業
- 1964年（昭和39年）広島県福山市の「宗田商店株式会社」と岡山県岡山市の株式会社岡田薬局卸部門が合併し資本金1000万円で「良互薬品株式会社」を設立。